# Nameless Gangster
Nameless Gangster (títol original en coreà, 범죄와의 전쟁: 나쁜놈들 전성시대) és una pel·lícula de gàngsters de Corea del Sud del 2012 dirigida per Yoon Jong-bin protagonitzada per Choi Min-sik i Ha Jung-woo. La pel·lícula està ambientada a la dècada del 1980 i 1990 a Busan, quan la corrupció i el crim estaven tan estesos que el govern li va declarar la guerra el 1990. S'ha doblat al català.
Time va elogiar la pel·lícula i la va qualificar de "la pel·lícula de la màfia coreana de la qual Martin Scorsese n'estaria orgullós".